# Sandie Shaw
Sandie Shaw   (Dagenham, 26 de febrer de 1947) és una de les cantants angleses amb considerable èxit a la dècada de 1960, famosa per cantar descalça a la majoria de les seves actuacions.
Considerada musa mod, el 1967 va guanyar el Festival de la Cançó d'Eurovisió amb el tema Puppet on a String ("Titella a la corda"), que va ser número 1 al Regne Unit i un èxit a tot Europa. Va començar la seva carrera musical a l'edat de 17 anys, enregistrant èxits com Always Something There to Remind Me.

## Biografia
Al final dels seus estudis, va treballar com a mecanògrafa al departament de comptabilitat de la fàbrica de cotxes Ford Anglia de Dagenham i complementava els seus ingressos fent de model publicitària. Va obtenir el segon premi en un concurs local per a cantants amateurs i va cridar l'atenció d'un caçatalents local.
Descoberta per Adam Faith, Sandie Shaw fou presentada a la mànager Eve Taylor. El seu segon senzill, (There's) Always Something There to Remind Me, versió d'una cançó de Lou Johnson escrita per Burt Bacharach i Hal David, serà el seu primer èxit el 1964. A continuació arribaren molts altres èxits, compostos per Chris Andrews, com ara Girl don't come, I’ll stop at nothing.
L'artista també enregistra les seves cançons en italià, francès i alemany. Va tenir molt èxit a l'Europa continental, a Amèrica del Sud i va actuar a Europa de l'Est i l'Iran abans de la revolució. Problemes de permisos de treball l'impediren l'entrada als Estats Units. Un dels seus trets característics és actuar descalça, cosa que diu que la fa sentir més còmoda i que sent millor l'ambient d'una cançó. Els títols són produïts per Eve Taylor, Chris Andrews, però també per la mateixa artista que no s'esmenta. L'arranjista és Ken Woodman.
El 1967, les vendes discogràfiques de l'artista anaven a la baixa, i la seva mànager la feu enregistrar cançons en un estil cabaret contra la seva voluntat. Després va representar el Regne Unit a Eurovisió amb Puppet on a String, una composició de Bill Martin i Phil Coulter. Va declarar que odiava la cançó que, tanmateix, guanyà el Festival de la Cançó d'Eurovisió 1967 amb un marge de vots gairebé de rècord, i es convertí en tot un èxit mundial. Sandie Shaw es va casar amb Jeff Banks el 1971 i van tenir una filla, Gracie, que va néixer el 1971.
El seu darrer títol, Monsieur Dupont, se situà en el top ten del hit parade britànic, i va ser llançat el 1969. El mateix any, la cantant va produir el seu propi àlbum Reviewing the situation. que contenia versions de cançons d'artistes coneguts com a Bob Dylan i The Rolling Stones i convertí Shaw en el primer artista conegut a versionar un tema de Led Zeppelin.
El 1972, amb l'èxit de baixa, va deixar d'enregistrar i es va embarcar en altres projectes. Escriu un musical de rock, compon, actua com a actriu, escriu i pinta llibres infantils. Gira el seu interès cap al budisme. L'artista comença llavors un període de vaques magres després d'haver-se divorciat de Jeff Banks i fins i tot accepta una feina de cambrera.
Es va casar el 1982 amb el cofundador del grup Virgin i president de l'Acadèmia de Cinema Europeu Nik Powell. Sandie Shaw enregistra de nou i Chrissie Hynde la convida a actuar a l'escenari amb el seu grup The Pretenders. L'any següent va rebre una carta del cantant Morrissey i el guitarrista Johnny Marr del grup The Smiths, i la van convèncer perquè enregistrés una versió de llur cançó Hand in Glove que va vendre 20.000 còpies (durant els primers tres dies) i es va col·locar entre els primers llocs del hit parade a la Gran Bretanya.
Publica finalment un àlbum, titulat Hello Angel el 1988, en col·laboració amb Stephen Street, Kevin Armstrong, Jim i William Reid de The Jesus and Mary Chain i Chris Andrews. Tres anys més tard es publica la seva autobiografia The World at my feet. Estudia a Oxford i a la Universitat de Londres i esdevé psicoterapeuta el 1994.
El 2002 guanya una batalla jurídica per recuperar el seu catàleg d'enregistraments i publica The Very Best of Sandie Shaw el 2005. També es va manifestar quant a les seves passades declaracions negatives sobre Eurovisió i admeté estar orgullosa de la seva victòria el 1967.
Shaw va anunciar la seva retirada de la indústria musical el 2013.

## Discografia
- Sandie (1965)
- Me (1965)
- The Golden Hits Of Sandie Shaw (1966)
- Puppet on a String (1967)
- Love Me, Please Love Me (1967)
- The Sandie Shaw Supplement (1968)
- Reviewing The Situation (1969)
- Choose Life (1983)
- Hello Angel (1988)
- Nothing Less Than Brilliant (1994)
- Pourvu Que Ça Dure – Chante en Français (2003)
- La Cantante Scalza - Canta in Italiano (2003)
- Wiedehopf Im Mai - Sandie Shaw Singt Auf Deutsch (2004)
- Marionetas En La Cuerda - Sandie Shaw canta en español (2004)
- Reviewing The Situation (2004)
- Hello Angel (2004)
- Nothing Comes Easy (4CD box set) (2004)
- The Very Best Of Sandie Shaw (2005)
- Sandie / Me (2005)
- Puppet on a String (2005)
- Love Me, Please Love Me/The Sandie Shaw Supplement (reedició amb material addicional) (2005)

## Senzills
- As Long As You're Happy Baby / Ya-Ya-Da-Da (1964)
- (There's) Always Something There To Remind Me / Don't You Know (n° 1, 1964)

Cançó versionada en francès per Eddy Mitchell: Toujours un coin qui me rappelle
- I'd Be Far Better Off Without You / Girl Don't Come (n° 3, 1964)
- I'll Stop At Nothing / You Can't Blame Him (n° 4, 1965)
- Long Live Love / I've Heard About Him (n° 1, 1965)
- Message Understood / Don't You Count On It (n° 6, 1965)
- How Can You Tell / If Ever You Need Me (n° 21, 1965)
- Tomorrow / Hurting You (n° 9, 1966)
- Nothing Comes Easy / Stop Before You Start (n° 14, 1966)
- Run / Long Walk Home (n° 32, 1966)
- Think Sometimes About Me / Hide All Emotion (n° 32, 1966)
- I Don't Need Anything / Keep In Touch (n° 50, 1967)
- Puppet on a String / Tell The Boys (n° 1, 1967)
- Tonight In Tokyo / You've Been Seeing Her Again (n° 21, 1967)
- You've Not Changed / Don't Make Me Cry (n° 18, 1967)
- Today / London (n° 27, 1968)
- Don't Run Away / Stop (1968)
- Show Me / One More Lie (1968)
- Together / Turn On The Sunshine (1968)
- Those Were the Days / Make It Go (1968)
- Monsieur Dupont / Voice In The Crowd (n° 6, 1969)
- Think It All Over / Send Me A Letter (No. 42, 1969)
- Heaven Knows I'm Missing Him Now /So Many Things To Do (1969)
- By Tomorrow / Maple Village (1970)
- Wight Is Wight / That's The Way He's Made (1970)
- Rose Garden / Maybe I'm Amazed (1971)
- Show Your Face / Dear Madame (1971)
- Where Did They Go? / Look At Me (1972)
- Father And Son / Pity The Ship Is Sinking (1972)
- One More Night / Still So Young (1977)
- Just A Disillusion / Your Mama Wouldn't Like It (1977)
- Anyone Who Had a Heart / Anyone Who Had a Heart (Instrumental) (1982)
- Wish I Was / Life Is Like A Star (1983)
- Hand In Glove / I Don't Owe You Anything (n° 27, 1984)
- Are You Ready to Be Heartbroken / Steven (You Don't Eat Meat) (n° 68, 1986)
- Frederick / Go Johnny Go! (1986)
- Please Help The Cause Against Loneliness / Lover Of The Century (1988)
- Nothing Less Than Brilliant / I Love Peace (1988)
- Nothing Less Than Brilliant / (There's) Always Something There To Remind Me (n° 66, 1994)

## Filmografia
- 1968: Thank You Lucky Stars (sèrie de televisió)
- 1968: The Sandie Shaw Supplement (sèrie de televisióe)
- 1972: Versuchung im Sommerwind
- 1986: Absolute Beginners : Baby Boom's Mum
- 1987: Eat the Rich : Edgeley's Girlfriend